# Marie-Charles Damoiseau
Marie-Charles-Théodore de Damoiseau de Montfort (Besançon, 6 de abril de 1768 — 6 de agosto de 1846) foi um astrônomo francês.
Damoiseau abandonou a França durante a Revolução Francesa, trabalhando como diretor assistente do Observatório Astronómico de Lisboa. Retornou à França em 1807.
Foi eleito membro da Académie des Sciences em 1825. Também foi eleito membro do Bureau des Longitudes.
É mais conhecido pela publicação de tabelas da posição lunar, de 1824 a 1828.

## Obra científica

### Lua
Em 1818 Pierre Simon Laplace propos à Académie des Sciences em Paris a criação de um prêmio para a elaboração de tabelas lunares baseada somente na lei da gravitação universal. Em 1820 o prêmio foi concedido por um comitê do qual Laplace era membro, sendo escolhidos Francesco Carlini, Giovanni Plana e Damoiseau.

### Satélites d Júpiter
- David P. Todd, A continuation of de Damoiseau's tables of the satellites of Jupiter, to the year 1900, 1876
- John Couch Adams, Continuation of Tables I. and III. of Damoiseau's Tables of Jupiter's satellites, 1877

## Honrarias
- 1831 Medalha de Ouro da Royal Astronomical Society[1]
- Cratera lunar Damoiseau

## Obras
- Éphémérides nauticas, ou Diario astronomico para 1799 [-1805] calculado no Observatorio real da marinha (8 volumes, 1798–1802)
- Memoria relativa aos eclipses do sol visiveis em Lisboa, desde 1800 até 1900 inclusivamente (1801)
- Tables de la lune, formées par la seule théorie de l'attraction et suivant la division de la circonférence en 400 degrés (1824)
- Tables de la lune, formées par la seule théorie de l'attraction et suivant la division de la circonférence en 360 degrés (1828)
- Tables écliptiques des satellites de Jupiter, d'après la théorie de leurs attractions mutuelles et les constantes déduites des observations (1836), http://books.google.fr/books?id=E-gRAAAAYAAJ